# مايك كاسالي
مايك كاسالي (بالإنجليزية: Mike Casale)‏ هو لاعب كرة قدم أمريكي في مركز الدفاع، ولد في 25 أكتوبر 1978 في ألباكركي في الولايات المتحدة. لعب مع Seattle Sounders (1994–2008) ‏.